# Onésimo Sánchez
Pour les articles homonymes, voir Sánchez.
Onésimo Sánchez González, appelé simplement Onésimo, né à Valladolid (Espagne) le 14 août 1968, est un ancien joueur espagnol de football reconverti en entraîneur. Il jouait au poste d'attaquant.

## Biographie
Onésimo devient entraîneur du Real Valladolid en février 2010 en remplacement de José Luis Mendilibar. Onésimo est remplacé par Javier Clemente le 5 avril 2010.
En 2013, il entraîne le Real Murcie qui parvient à se maintenir en deuxième division de justesse.
À partir de septembre 2013, il collabore comme consultant à l'émission de télévision Estudio Estadio sur la chaîne publique espagnole TVE.
Il entraîne le CD Toledo entre juillet 2015 et janvier 2018.
En juin 2018, il devient l'adjoint d'Eusebio Sacristán au Gérone FC. Le club est relégué en D2 au terme de la saison.